# Ma reum
Ne doit pas être confondu avec Ma mère.
Pour plus de détails, voir Fiche technique et Distribution.
Ma reum est une comédie belgo-française réalisée par Frédéric Quiring, et sortie en 2018.

## Synopsis
Fanny, Stéphane et leur fils Arthur vivent paisiblement jusqu’au jour où Fanny découvre qu’Arthur est victime de harcèlement de la part de trois autres garçons à son école. Elle décide alors de mettre secrètement en œuvre un stratagème pour venger son fils. Pièges, feintes et roublardises en tout genre seront ses armes pour faire payer à ces sales petits morveux le prix de leur attitude à l’égard du petit Arthur.

## Fiche technique
- Titre : Ma reum
- Réalisation : Frédéric Quiring
- Scénario : Frédéric Quiring
- Photographie : Virginie Saint-Martin
- Montage : Alice Plantin
- Costumes :
- Décors :
- Musique : Matthieu Gonet et Ben Violet
- Producteur : Mikaël Abecassis
  - Producteur exécutif : Benjamin Hess
- Production : UGC, Les Films du 24 et Umedia
  - SOFICA : Cinémage 12
- Distribution : UGC Distribution
- Pays d’origine :  France
- Genre : Comédie
- Durée : 85 minutes
- Dates de sortie :
  - France : 18 juillet 2018

## Distribution
- Audrey Lamy : Fanny Frobert
- Florent Peyre : Stéphane Frobert

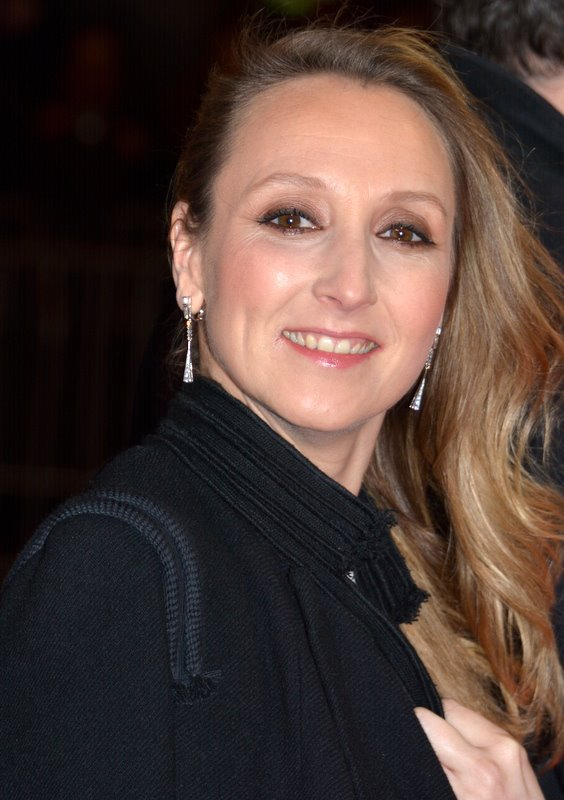
L'actrice Audrey Lamy, ici aux Césars 2016, pour la première fois tête d'affiche d'un long-métrage.

- Charlie Langendries : Arthur Frobert
- Michèle Moretti : Mme Picard
- Tania Garbarski : Anne
- Kody : Simon
- Max Boublil : M. Loison, le père en jogging
- JoeyStarr : le responsable du camp pour enfants difficiles
- Igor Van Dessel : Maxime Lombartini
- Martin Gillis : Hugo Boutboul
- Louis Durant : Raphaël Santoux
- Alice Verset : Juliette
- Karina Testa : L'institutrice
- Sandra Zidani : Madame Boutboul
- Hervé Lassïnce : M. Santoux
- Hélène de Saint-Père : Mme Santoux
- Jules Hanquet : Félix
- Amandine Jamka : sœur de Raphaël
- Elsa Houben : Manon